# Tyrrhenische Feldratte
Die Tyrrhenische Feldratte (Rhagamys orthodon) ist eine ausgestorbene Nagetierart aus der Gruppe der Altweltmäuse (Murinae).
Die Art ähnelte den nahe verwandten Waldmäusen (Apodemus). Fossile Überreste wurden auf Korsika und Sardinien entdeckt, die Funde stammen aus dem mittleren Pleistozän bis in die nacheiszeitliche Ära. Am Ende des Pleistozäns kam es zu einer deutlichen Zunahme der Körpergröße dieser Tiere.
Das Aussterben der Tyrrhenischen Feldratte wird mit der Ankunft der Menschen und ihrer Haustiere auf ihren Heimatinseln und der Einschleppung der Hausratte in Zusammenhang gebracht. Vor rund 2000 Jahren dürfte die Art ausgestorben sein.